# Det illojala vårdbiträdet
Det illojala vårdbiträdet är ett svenskt dokumentärprogram från 2021 på Sveriges Radio P1. Föreningen Grävande Journalister nominerade programmet till Guldspaden 2021.
I Det illojala vårdbiträdet tar reportern Johanna Sjövall reda på de faktiska omständigheterna i intervjuer med Attendo, anställda och anhöriga till de som dog på Sabbatsbergsbyn under pandemin våren 2020.
Programmet avhandlar den konflikt som uppstod mellan vårdbiträdet Stine Christophersen och hennes arbetsgivare Attendo Care, efter att hon för Expressen avslöjade de stora brister som fanns i vården av coronasjuka på hennes arbetsplats Sabbatsbergsbyn.
Efter hennes avslöjanden i Expressen kallades Christophersen till ett möte med sin närmaste chef; även Attendos regionchef var närvarande. Christophersen fick där ta emot en skriftlig erinran där hon beskylldes för att vara illojal mot företaget. Christophersen spelade dolt in hela mötet.
Efter att programmet hade sänts, drog Attendo tillbaka sin erinran, och Attendos VD Martin Tivéus bad offentligt Stine Christophersen om ursäkt.
Därefter åtalades regionchefen, en enhetschef och en medarbetare på Attendos personalavdelning för brott mot lagen om meddelarskydd. Enhetschefen friades, de andra två dömdes till böter i tingsrätten och hovrätten.
Domen överklagades till Högsta Domstolen, och den 19 november 2024 meddelade Högsta Domstolen att domen står fast.  
Ella Lemhagens film Så länge hjärtat slår (2024), är inspirerad av Det illojala vårdbiträdet och Christophersens avslöjanden.